# La Rambla (Córdoba)
La Rambla is een gemeente in de Spaanse provincie Córdoba in de regio Andalusië met een oppervlakte van 135 km². La Rambla telt 7.576 inwoners (1 januari 2016).

## Demografische ontwikkeling
Bron: INE, 1857-2011: volkstellingen